# Maryland Heights
Maryland Heights é uma cidade localizada no estado americano do Missouri, no Condado de St. Louis.

## Demografia
Segundo o censo americano de 2000, a sua população era de 25.756 habitantes.
Em 2006, foi estimada uma população de 26.339, um aumento de 583 (2.3%).

## Geografia
De acordo com o United States Census Bureau tem uma área de 61,1 km², dos quais 55,4 km² cobertos por terra e 5,7 km² cobertos por água.

## Localidades na vizinhança
O diagrama seguinte representa as localidades num raio de 8 km ao redor de Maryland Heights.